# Battaglia di Borgerhout
La battaglia di Borgerhout fu uno scontro combattuto nell'ambito della guerra degli ottant'anni che si svolse il 2 marzo 1579 presso la città di Borgerhout, nell'attuale Belgio.
Malgrado la vittoria dei ribelli olandesi nella battaglia di Rijmenam nel luglio del 1578, gran parte dei Paesi Bassi meridionali ricadde nelle mani dell'esercito spagnolo in autunno; Bruxelles venne minacciata e gli Stati Generali si spostarono verso Anversa, più sicura. Cogliendo l'occasione dell'indisciplina dell'esercito olandese, il principe Farnese decise di iniziare nel 1579 ad assediare Maastricht. Con una finta per distrarre i ribelli olandesi dal suo vero obiettivo, ma anche con l'intento di spaventare gli abitanti di Anversa, il futuro duca di Parma si spostò con le sue truppe e colse di sorpresa il villaggio di Borgerhout, molto vicino ad Anversa, dove una parte dell'esercito olandese si trovava acquartierato con 3000 o 4000 fanti che costituivano la spina dorsale dell'esercito in rivolta ed erano composti prevalentemente da ugonotti francesi al comando di François de la Noue, e da inglesi e scozzesi agli ordini di John Norrey.
Il 2 marzo il principe Farnese spiegò gli elementi della sua armata in una pianura tra il villaggio di Ranst e l'accampamento olandese a Borgerhout, che Norreys e De la Noue avevano fortificato con fossati, palizzate e terrapieni. L'assalto venne diviso in tre colonne, ciascuna provvista di un ponte mobile per attraversare i fossati nemici. Dopo che uno degli attacchi condotti dalle truppe vallone riuscì ad assicurarsi una testa di ponte, le forze spagnole furono in grado di attaccare i soldati olandesi direttamente all'interno del loro campo. Gli uomini di Norreys e De la Noue opposero una strenua difesa, ma il principe Farnese, ponendo in campo la sua cavalleria leggera, costrinse le truppe olandesi ad abbandonare Borgerhout e a portarsi verso le mura di Anversa. Guglielmo d'Orange, capo dei rivoltosi olandesi, e l'arciduca Mattia d'Asburgo, governatore generale dei Paesi Bassi nominato dagli Stati Generali, osservarono il combattimento dalle mura di Anversa.
La battaglia portò alla distruzione dei villaggi di Borgerhout e Deurne con oltre 1500 morti da ambo le parti. Il principe Farnese procedette quindi ad assediare Maastricht a meno di una settimana di distanza. Questa vittoria del Farnese aprì la strada ad una campagna per la riconquista dei Paesi Bassi da parte degli spagnoli che perdurò per i successivi nove anni.

## Antefatti

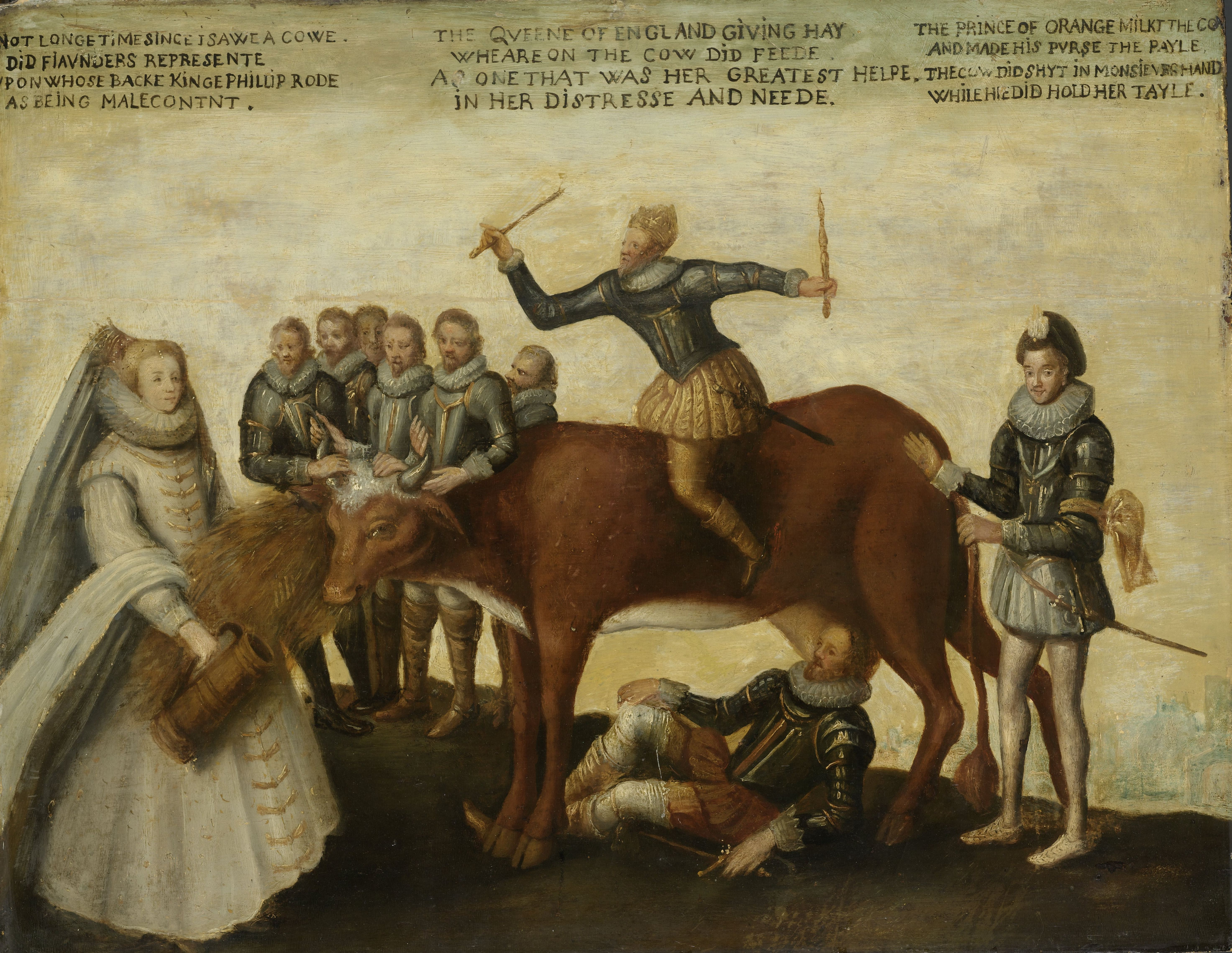
The Dairy Cow, un dipinto anonimo inglese che rappresenta Filippo II, Guglielmo d'Orange, Elisabetta I ed il duca d'Angiò che combattono per i Paesi Bassi, personificati in una mucca (c. 1585). Amsterdam, Rijksmuseum.

Giovanni d'Austria, vincitore nella battaglia di Lepanto, aveva firmato l'Editto Perpetuo nel 1577 che avrebbe dovuto garantire con la pacificazione di Gand una pace duratura nei Paesi Bassi, concedendo la libertà religiosa a cattolici e protestanti. Poco dopo la firma, ad ogni modo, l'accordo venne rotto con la conquista della cittadella di Namur. La schiacciante vittoria di don Giovanni alla battaglia di Gembloux inel gennaio del 1578, venne seguita da una sconfitta tattica a Rijmenam nel luglio di quello stesso anno, e dalla morte dello stesso Giovanni di tifo nell'ottobre successivo. Ad ogni modo, malgrado il fallimento degli spagnoli nello sfruttare la vittoria di Gembloux, queste vittorie divisero l'unità dei ribelli olandesi. I capi delle principali famiglie delle province meridionali dei Paesi Bassi persero la loro fiducia nella causa dell'Orange e negli aiuti promessi dalla regina Elisabetta I d'Inghilterra, il che rappresentò un duro colpo per il principe olandese. Desiderosa di restaurare la potenza militare dei ribelli olandesi, Elisabetta organizzò con Giovanni Casimiro, figlio dell'elettore palatino calvinista, la levata di un esercito di mercenari tedeschi al soldo degli inglesi per assistere le truppe olandesi. Giovanni Casimiro portò nei Paesi Bassi 11 000 uomini ma anziché combattere gli spagnoli, si schierò con gli estremisti calvinisti a Gand. Gli Stati Generali chiesero inoltre l'aiuto di Francesco, duca d'Angiò, fratello ed erede del re di Francia, che entrò a Mons nel luglio del 1578, ma tornò in Francia poco dopo.
La nobiltà cattolica e le province meridionali conobbero defezioni dall'autunno del 1578, raggiungendo poi le contee di Hainaut e Artois sino alla firma dell'Unione di Arras il 6 gennaio 1579. Le province cattoliche di Namur, Lussemburgo e Limburgo erano già sotto il controllo spagnolo. L'Unione di Arras iniziò una discussione nel febbraio di quello stesso anno con Alessandro Farnese, succeduto a suo zio Giovanni d'Austria come governatore generale dei Paesi Bassi nominato da Filippo II di Spagna. In risposta, si tenne un incontro a Utrecht tra i deputati delle province di Olanda, Zelanda, Utrecht, Frisia, Gheldria e Ommelanden che siglarono un'unione particolare tra loro il 23 gennaio. A sud, nel frattempo, il principe Farnese stava pianificando la presa di Maastricht con l'intento di utilizzare la città col suo ponte di pietra sul fiume Mosa come base per conquistare Bruxelles ed Anversa. Nel novembre del 1578, l'esercito spagnolo lasciò Namur ed attraversò le Ardenne e Limburg. Ad ogni modo il Farnese riteneva troppo rischioso iniziare l'assedio di Maastrich nel bel mezzo dell'inverno e con la cavalleria di Giovanni Casimiro attestata nella campagna circostante.

## La campagna militare

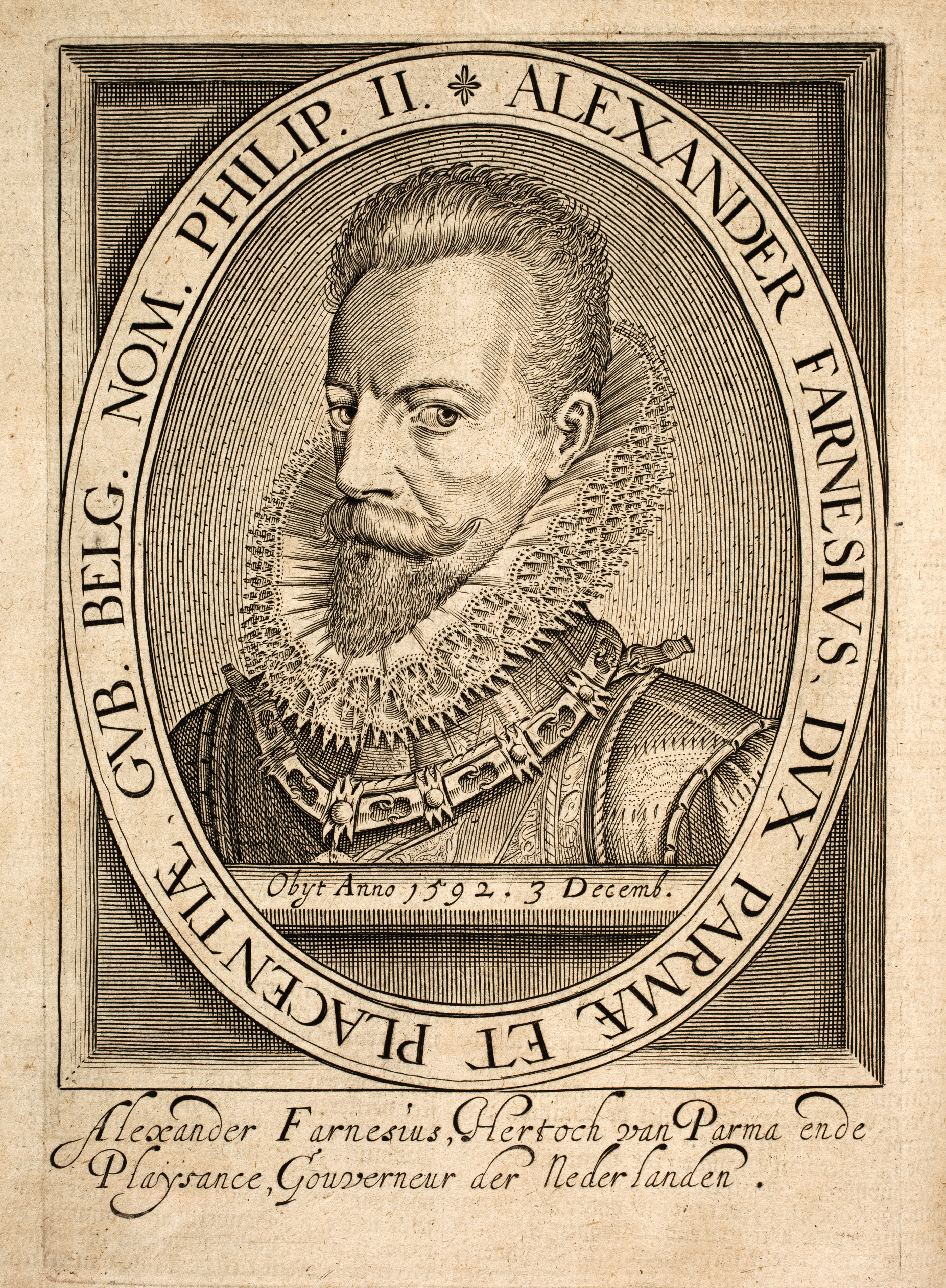
Alessandro Farnese in un'incisione di Emanuel van Meteren.

Per la campagna militare del 1579, il principe Farnese aveva pianificato due diversi movimenti. Una parte del suo esercito, al comando di Cristóbal de Mondragón, avrebbe dovuto ripulire l'area compresa tra Maastricht ed il confine tedesco, mentre lo stesso Farnese, alla testa del grosso dell'esercito, decise di muovere contro Anversa con due obbiettivi: neutralizzare l'esercito olandese (ed in particolare la sua cavalleria tedesca) prima di porre assedio alla città di Maastricht e distrarre gli olandesi dal vero obbiettivo della campagna. La prima parte del piano poté dirsi compiuta quando Mondragón prese le città di Kerpen, Erkelenz e Straelen tra il 7 ed il 15 gennaio. Il 24 gennaio, il principe Farnese si portò ad attaccare l'esercito olandese attestato a Weert, ad est di Anversa. Surclassato in numero dai suoi nemici, François de la Noue, che aveva preso il comando dell'esercito ribelle dopo la morte del conte di Bossu, lasciò le truppe al castello di Weert e si ritirò ad Anversa. Chiese quindi al consiglio cittadino di permettergli di entrare in città, ma questo gli venne rifiutato, e De la Noue non ebbe altra scelta che trincerarsi col suo esercito al di fuori delle mura, presso il villaggio di Borgerhout. Questa era un'area residenziale abitata dai cittadini più ricchi di Anversa che qui venivano nelle loro case di campagna e dove si trovava anche il giardino botanico di Peeter van Coudenberghe, che vantava più di 600 piante esotiche.
Nel frattempo, il principe Farnese ordinò al conte Hannibal d'Altemps di catturare Weert e continuare la sua avanzata contro l'esercito nemico. L'Altemps accerchiò Weert con 6 000 uomini e fece breccia nelle mura con due dei suoi cannoni. I difensori del castello si arresero, ma per ordine del Farnese, vennero impiccati alle finestre, compito che il conte eseguì volentieri anche perché il suo vice aveva perso un occhio nell'assedio. Anziché inseguire l'esercito nemico sin nel proprio quartier generale, il principe Farnese si riposò a Turnhout con le sue truppe. Prima di muovere verso Anversa avrebbe dovuto scontrarsi con l'esercito tedesco di Giovanni Casimiro. Le truppe spagnole attaccarono e sconfissero parte della cavalleria tedesca presso Eindhoven il 10 febbraio. Successivamente, mentre Giovanni Casimiro si trovava in Inghilterra per discutere il da farsi con Elisabetta I, il principe Farnese prese accordi col suo luogotenente, Maurizio di Sassonia-Lauenburg, per un ritiro dell'armata calvinista senza colpo ferire. A questo punto il Farnese poté avanzare su Borgerhout.

## La battaglia

### L'ordine di battaglia

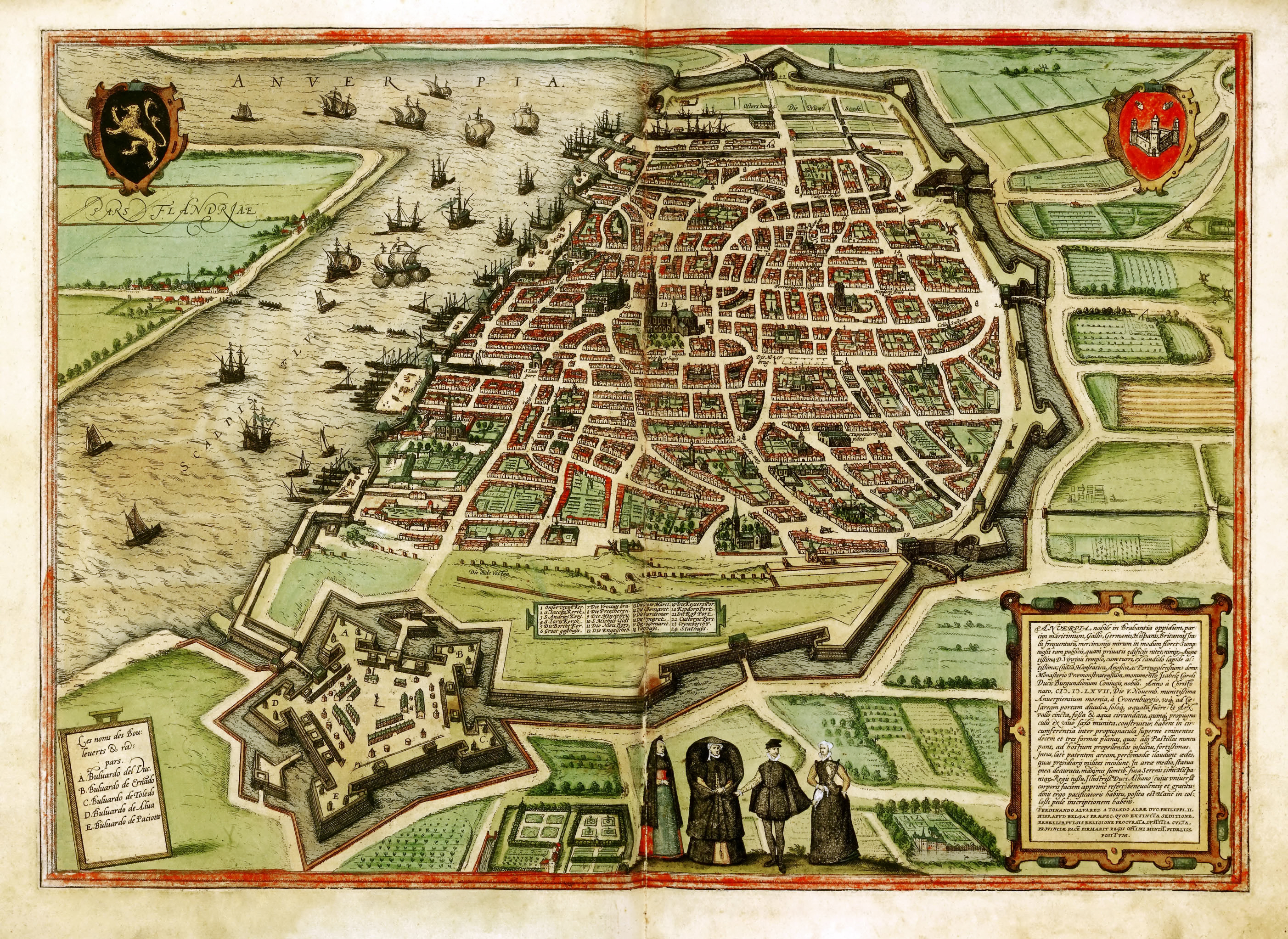
Mappa della città di Anversa con le sue difese, eseguita da Georg Braun e da Frans Hogenberg, c. 1572–79

Le truppe olandesi erano acquartierate nel villaggio di Borgerhout con un numero variabile dalle 25 alle 40 compagnie di fanteria (3 000-4 000 uomini), oltre a 100 truppe a cavallo addizionali. Questi erano la spina dorsale dell'esercito dei ribelli olandesi e Guglielmo d'Orange li definiva "i miei coraggiosi". Erano comandati da ufficiali come François de la Noue e John Norreys. Attendendosi ormai il confronto con l'esercito spagnolo, vennero distaccati nel villaggio di Borgerhout, che fortificarono scavando un fossato e costruendo dei terrapieni attorno all'abitato, dal ponte di Deurne sul Groot Schijn sino alla strada che conduceva a Voetweg, che scorreva parallela al canale di Herentals.
Il principe d'Orange impiegò altri quattro reggimenti di fanteria francesi e delle truppe vallone delle vicine guarnigioni di Ath e Termonde a Borgerhout, sotto la protezione della cittadella di Anversa. La guardia civica cittadina, con 80 squadre, era pronta a difendere la città se necessario, ma non voleva uscire a combattere in campo aperto né permettere ad altre truppe di entrare. Il soldato e cronista spagnolo Alonso Vázquez disse che l'esercito dell'Orange era composto in tutto da 25 000 uomini. Il principe Farnese spiegò un'avanguardia di 5 000 uomini tra fanti e cavalieri nella pianura che separava il suo accampamento a Ranst da Borgerhout. Tre piccoli battaglioni, da 12 compagnie ciascuno, composti da uomini scelti, vennero posti in avanguardia; il fianco sinistro venne coperto dai tercios spagnoli di Lope de Figueroa, il centro dal reggimento tedesco al comando di Francisco de Valdés ed il fianco destro da un reggimento vallone al comando di Claude de Berlaymont.
Ciascuna formazione era supportata da 100 moschettieri e da un gruppo di pontieri armati di asce per tagliare le palizzate e porre i ponti mobili sui fossati. Un corpo di cavalleria leggera guidato da Antonio de Olivera seguiva la fanteria a distanza col compito di coprire l'eventuale ritirata se l'attacco non avesse avuto effetto. Secondo Alonso Vázquez, il principe Farnese fece indossare ai soldati valloni dell'esercito spagnolo una maglia bianca sopra le loro armature per distinguerli agli altri valloni che combattevano per l'Unione di Utrecht (una pratica nota come camisado). Nelle parole del cronista, i soldati valloni al soldo degli spagnoli apparivano come una "colorita processione di chierici e sacrestani".
Nella riserva, il Farnese impiegò un grande battaglione composto da soldati tedeschi comandati da  Hannibal d'Altemps e da Georg von Frundsberg, fiancheggiati da ulteriori truppe di cavalieri al comando del duca Francesco II di Sassonia-Lauenburg, fratello maggiore del duca Maurizio, ex luogotenente di Giovanni Casimiro, ed il fianco sinistro coperto da dei lanceri guidati da Pierre de Taxis. Il restante della cavalleria spagnola, guidato da Ottavio Gonzaga, copriva la retroguardia. Il principe Farnese guidava personalmente le sue truppe e prima dell'inizio della battaglia si portò ad ispezionare le posizioni olandesi con l'ordine ai suoi uomini di non muoversi sino al suo ritorno.

### Lo scontro

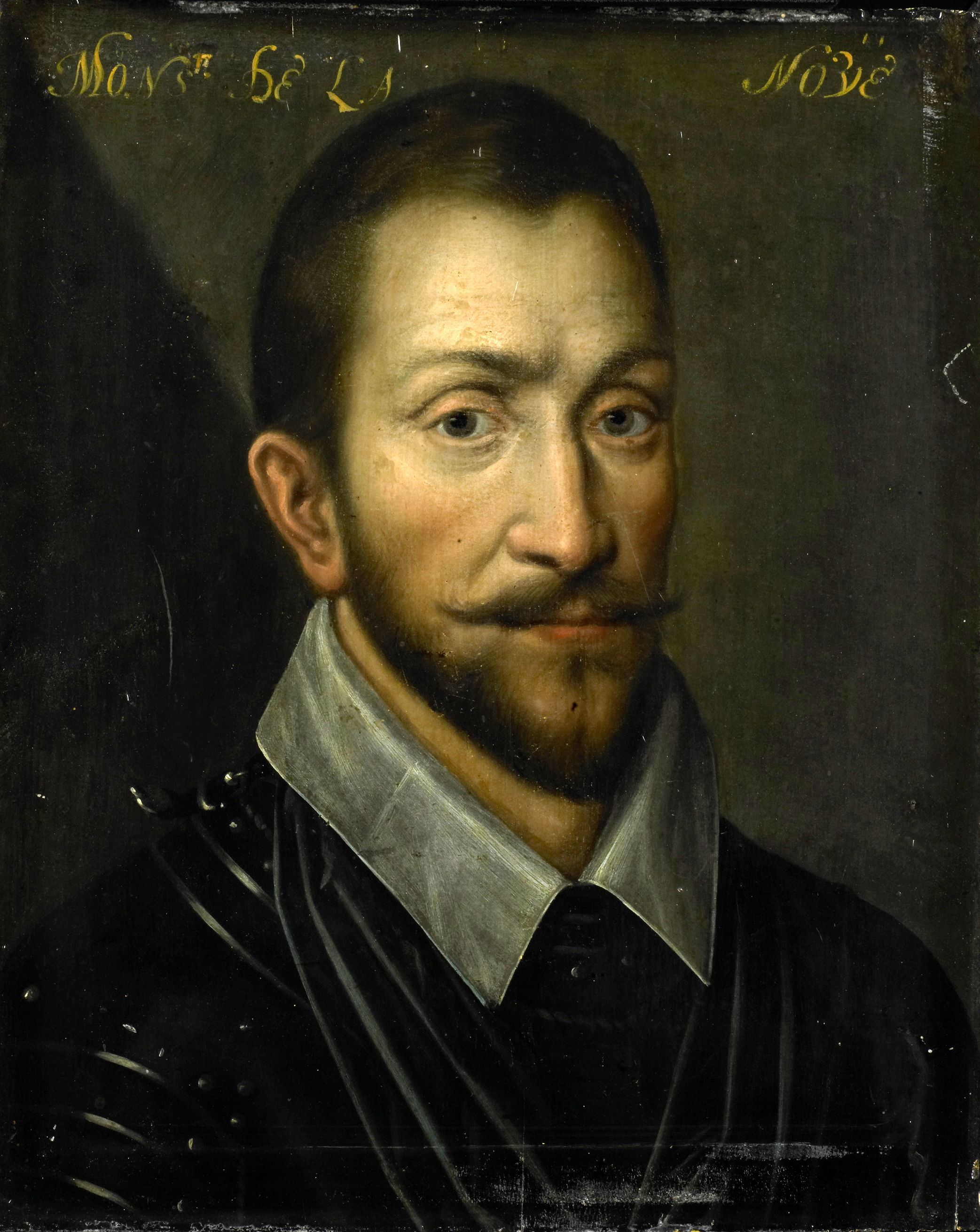
Ritratto anonimo di François de la Noue, c. 1609–33. Amsterdam, Rijksmuseum.

Il combattimento ebbe inizio con tre battaglioni degli spagnoli che avanzarono verso l'accampamento olandese, con lo scopo di provare ad attraversare il fossato. I valloni al soldo degli spagnoli, capeggiati dal sergente maggiore Camille Sacchino, si spostarono verso Deurne, attraversando il fiume Schijn presso il villaggio di Immerseel. I tedeschi di Valdés avanzarono frontalmente verso Borgerhout attraverso la strada per Borsbeek, e gli spagnoli di Figueroa presero la strada per Voetweg per assaltare il campo olandese da sud. Mentre i moschettieri degli spagnoli e le unità dei tedeschi si scambiavano alcuni colpi con le truppe olandesi, i valloni di Sacchino riuscirono a respingere i nemici.
De la Noue inviò dei rinforzi sul posto per contrastare l'assalto, ma questi giunsero troppo tardi per impedire ai valloni spagnoli di porre il loro ponte sul fossato e di iniziare ad attraversare. Nel frattempo, le truppe spagnole e tedesche, supportate da due o tre pezzi d'artiglieria, fecero breccia nei terrapieni, attraversarono i fossati e iniziarono a penetrare nell'abitato di Borgerhout dove gli uomini di De la Noue e Norreys organizzarono delle barricate lungo le strade. Il principe Farnese, vedendo che l'attacco stava procedendo bene, ordinò a Olivera di avanzare con la sua cavalleria per supportare l'azione della fanteria. Mentre la cavalleria leggera penetrò a Borgerhout lungo la breccia aperta dagli uomini di Figueroa, il principe Farnese prese il comando dei lanceri di Taxis e seguì gli uomini di Valdés. I soldati francesi e inglesi offrirono una notevole resistenza, ma dopo due ore di scontri in città, De la Noue iniziò a ritirare le sue forze verso Anversa per evitare la disfatta totale.
Le truppe in ritirata incendiarono diverse case e cercarono copertura dall'artiglieria di Anversa. Molti soldati spagnoli si portarono all'inseguimento, malgrado i loro ufficiali avessero ordinato esplicitamente loro di stare uniti sino all'arrivo al fossato di Anversa. Agli ordini di Guglielmo d'Orange, l'artiglieria posta sulle mura della città sparò delle granate sugli spagnoli, anche se secondo Alonso Vázquez questa tecnica non ebbe l'esito sperato in quanto molti colpi andarono a vuoto dal momento che il campo di battaglia era coperto dal fumo prodotto dagli incendi che proseguivano a Borgerhout. Sull'altro fronte, l'ufficiale fiammingo Guillaume Baudart disse che questi colpi furono precisi e perfetti.
Il principe Farnese quindi, non volendo tenere ancora per lungo le sue forze esposte ai cannoni di Anversa, chiese la ritirata e portò nuovamente i suoi uomini a Borgerhout. Nel frattempo, la popolazione di Anversa si adoperò per riportare in città i feriti francesi, inglesi e valloni così che potessero essere curati. Gli spagnoli, dopo aver domato le fiamme a Borgerhout, saccheggiarono e bruciarono altre abitazioni, pranzarono e ringraziarono Dio per la vittoria conseguita. Dopo di ciò, l'esercito spagnolo si portò lungo la strada che conduceva a Turnhout dove il Farnese era intenzionato a giungere il giorno successivo. Temendo un nuovo attacco, la guardia civica di Anversa trascorse la notte a vegliare.

## Conseguenze
Il numero delle perdite di entrambe le parti differisce a seconda delle fonti analizzate. Il gesuita italiano Famiano Strada annotò che il Farnese, in una lettera a suo padre Ottavio, duca di Parma, disse che le perdite olandesi si erano attestate a 600 morti mentre nelle sue file vi erano stati appena 8 morti e 40 feriti. Lo stesso Strada ad ogni modo menziona che altre stime giunsero ad attribuire 1 040 morti tra le file degli olandesi. Sull'altro fronte, lo scrittore fiammingo Guillaume Baudart dichiarò che gli olandesi avevano perso 200 uomini sul campo, mentre gli spagnoli 500. I villaggi di Deurne e di Borgerhout vennero seriamente danneggiati dal fuoco appiccato durante la battaglia: nel 1580 Deurne aveva ancora 133 strutture in piedi, mentre 146 erano andate distrutte; a Borgerhout 206 costruzioni rimanevano mentre 280 erano in rovina.
L'attacco del principe Farnese aveva raggiunto l'obbiettivo di distrarre le truppe olandesi dal suo vero obbiettivo, la città di Maastricht. Dopo la battaglia, l'esercito spagnolo si mosse velocemente verso la città di Turnhout, prendendo il castello di Grobbendonk lungo la strada e presentandosi a Maastricht l'8 marzo, appena sei giorni dopo la battaglia di Borgerhout. François de la Noue seguì gli spagnoli sino a Herentals con alcune delle sue truppe, ma quando si rese conto che il Farnese si stava dirigendo verso Maastricht per assediarla, era ormai troppo tardi per inviare rinforzi alla guarnigione della città. Inoltre, ammutinamenti e defezioni andarono a colpire l'esercito olandese. I soldati inglesi agli ordini di John Norrey, rimasti al di fuori di Anversa, rapirono l'abate dell'abbazia di San Michele e chiesero un riscatto al principe d'Orange che decise di mediare. In termini politici, la battaglia incrementò ancora di più le defezioni dei valloni nell'esercito olandese verso la parte spagnola nei mesi successivi. Emanuel Philibert de Lalaing entrò a far parte dell'esercito spagnolo con un seguito di 5 000 valloni provenienti dall'esercito olandese.
Il principe Farnese iniziò ad assediare Maastricht al comando di 15 000 fanti, 4 000 cavalieri, 20 cannoni e 4 000 zappatori, fortificarti poi da altri 5 000 soldati. Nel maggio di quell'anno, mentre l'assedio era in piena prosecuzione, si tennero dei concordati di pace a Colonia tra le due parti in conflitto con la mediazione di Rodolfo II del Sacro Romano Impero con l'intento di preservare l'unità dei Paesi Bassi. Ad ogni modo, le divisioni si fecero ancora più marcate. A Bruxelles, scoppiarono delle rivolte all'inizio di giugno tra i cattolici capeggiati da Filippo di Egmont, figlio di Lamoral che le autorità realiste avevano decapitato nel 1568, ed i calvinisti guidati da Olivier van den Tympel, portando all'espulsione di Egmont e dei suoi sostenitori dalla città. A Malines, gli abitanti cattolici costrinsero la guarnigione olandese a lasciare la città, mentre a 's-Hertogenbosch una lotta armata scoppiò contro i magistrati locali che si erano espressi favorevolmente nei confronti dei realisti. La rivolta prese le caratteristiche di una vera e propria guerra civile e la conferenza di pace di Colonia fallì.